# Рыжик (гриб)
Ры́жик — название группы видов грибов рода млечник (Lactarius). Отличаются общей жёлто-розовой или оранжево-красной окраской плодовых тел и наличием негорького, в отличие от большинства грибов рода Млечник, млечного сока, также окрашенного в оттенки красного цвета. Встречаются преимущественно в хвойных лесах; съедобны.

## Название

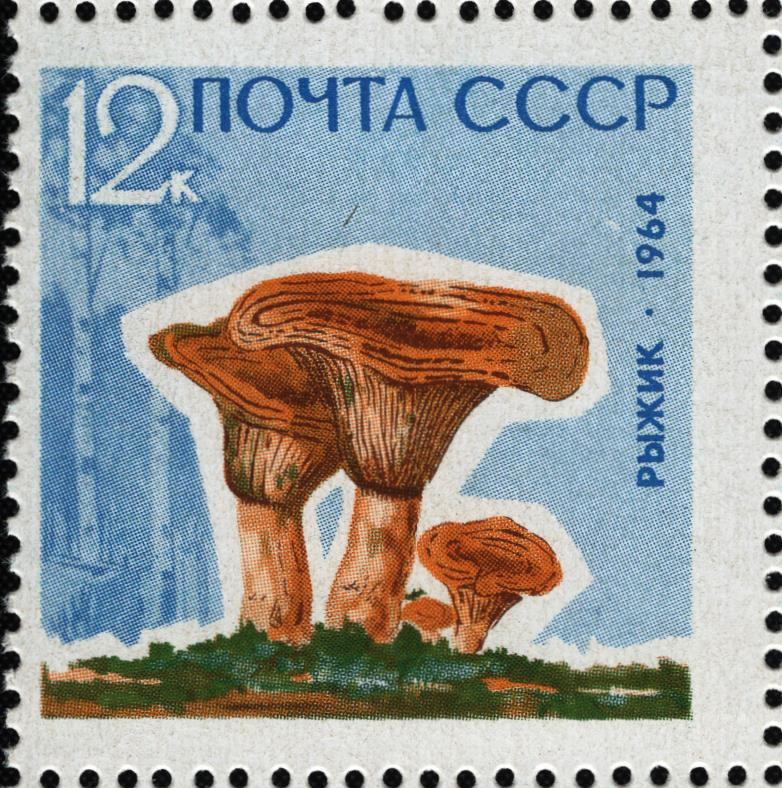
Почтовая марка СССР, 1964 год

Рыжики получили своё название благодаря окрасу — ярко-рыжему или красноватому. Слово «рыжик» заимствовано некоторыми неславянскими языками, например, немецким (нем. Reizker), эстонским (эст. riisikas) и венгерским (венг. rizike).

## Систематика
По систематике рыжики относятся к секции Dapetes или к секции Deliciosi подрода Piperites, к которой принадлежат ещё несколько малоизвестных видов оранжевой окраски (Lactarius fennoscandicus и другие) и виды с синей окраской плодовых тел и млечного сока, такие, как Lactarius indigo — съедобный гриб, растущий в Америке и Азии.
Некоторые виды:
- Lactarius deliciosus — Рыжик настоящий;
- Lactarius deterrimus — Рыжик еловый;
- Lactarius sanguifluus — Рыжик красный;
- Lactarius semisanguifluus — Рыжик сосновый красный;
- Lactarius japonicus — Рыжик японский, или Рыжик пихтовый;
- Lactarius salmonicolor — Рыжик лососёвый, или Рыжик альпийский.

## Применение

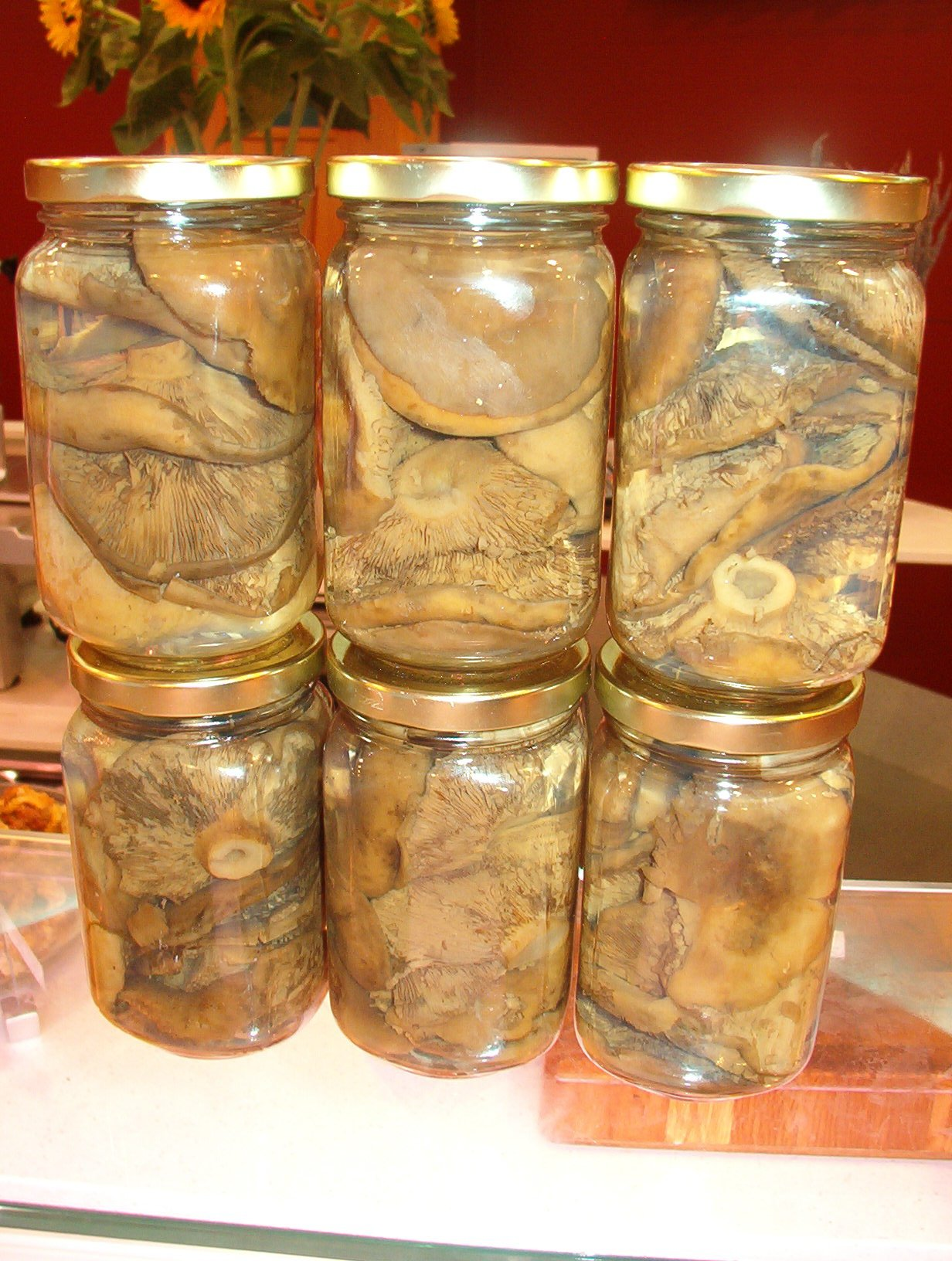
Солёные рыжики

Рыжики высоко ценятся как съедобные грибы во многих странах мира, некоторые виды считаются деликатесными. Как правило, употребляются солёными или маринованными, реже — в свежем виде.
Рыжики — калорийный и легкоусваиваемый продукт. В них высоко содержание аминокислот, витаминов и железа.
Неопытные грибники могут спутать рыжики с условно съедобной и менее ценной волнушкой розовой (Lactarius torminosus), которая хорошо отличается по белому млечному соку и сильно опушённой поверхности шляпки.

## В искусстве
Песня «Рыжик»: исполняла Тамара Миансарова (Б. Климчук — русский текст А. Эппеля; кавер-версия песни «Rudy rydz», оригинал исполняла польская певица Хелена Майданец).